# V zolotoj kletke
V zolotoj kletke (В золотой клетке) è un film del 1918 diretto da Česlav Sabinskij.